# 河本緑石
河本 緑石（かわもと ろくせき、本名:河本義行〈かわもと よしゆき〉、1897年〈明治30年〉3月21日 - 1933年〈昭和8年〉7月18日）は、日本の自由律俳句の俳人・詩人。『層雲』の荻原井泉水に師事した。鳥取県東伯郡社村（現・倉吉市）出身。

## 経歴

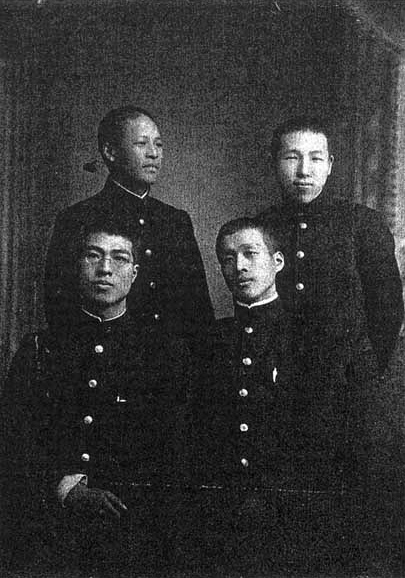
盛岡高等農林在学時、同人誌『アザリア』のメンバーと（前列右）。河本の左が小菅健吉。後列は左が保阪嘉内、右が宮沢賢治。

鳥取県東伯郡社村（現・倉吉市）に父定吉、母政野の次男として生まれる。長男が夭折したため跡取りとして育てられる。幼少期に従兄・河本謹一郎の感化を受けて俳句を作りはじめる。この頃の句は定型であったといわれているが現存しない。社尋常高等小学校（現・倉吉市立社小学校）卒業後、1911年4月に鳥取県立倉吉中学校（現・鳥取県立倉吉東高等学校）に入学。同校在学中に東郷湖横断競泳の記録を残している。1914年頃から荻原井泉水に師事して自由律俳句を学び始める。この年、初めて投句した俳句が『層雲』誌上に掲載される。
1916年の同校卒業後、盛岡高等農林学校（現・岩手大学）に入学、宮沢賢治、保阪嘉内、小菅健吉らとともに文芸同人誌『アザリア』を創刊、12（13）人の同人の中で上記3人とともに中心的な存在となる。第一号には自由律俳句「若葉の頃」12句を投稿した。同校卒業後の1919年、鳥取の歩兵第40連隊に入営、1920年11月30日、現役満期となり歩兵軍曹に任じられる。1921年に甲種勤務演習期末試験に合格し召集解除となる。入営中『詩集』、『なやめる樹』の2つの謄写刷り詩集をまとめる。
1922年に長野県上伊那郡伊北農商学校（現・長野県辰野高等学校）に妻と二児を連れて赴任、翌年母の病気を理由に同校を退職して郷里へ戻り、鳥取県実業補習学校男教員養成所教諭を経て武道教師嘱託として鳥取県立農学校（現・鳥取県立倉吉農業高等学校）に赴任する。
1925年、層雲社より詩集『夢の破片』を上梓する。内島北朗、村野四郎による評が『層雲』15巻4号に掲載される。
1933年、尾崎放哉の伝記『大空放哉傳』を脱稿し、出版のため層雲社へ送る。7月、農学校の八橋海水浴場における水泳訓練中、溺れた同僚を救助した後に事故死。享年36。賢治に先立つこと2か月での死去だった。
1935年4月、『大空放哉傳』が香風閣から刊行され、10月に遺族による編集の句集『大山』が刊行される。

## 代表句
- 荒海の屋根屋根
- 風が落とすもの拾ふてゐる
- 麥が伸びる風の白猫
- 風はれるとする谷川へ散る葉
- 星、みんな消えてしまつた頂上に坐る
- 海ははるかなり砂丘のふらここ
- 螢一つ二つゐる闇へ子を失うてゐる
- 冬の夕燒け淋しい指が生えた
- 私の胸の黑い夜沼の蛇だ
- 死んで俺が水の中にすんでる夢だつた